# 배급표
배급표란 식료품, 연료 등의 생필품을 배급하기 위해 정부에서 발행하는 표를 말한다. 보통 전시나 경제적 위기 등으로 공급이 원활하지 않을 때 발행하며 돈을 지불하더라도 배급표가 없으면 해당 물건을 살 수 가 없다.

## 각국의 배급표

### 중국
시장개방이 있기 전 양표(粮票)라는 이름으로 배급표가 광범위하게 발행되었다.

### 북한
북한에서는 1980년대까지 ‘휘발유표’, ‘디젤유표’라는 배정표를 가져야만 연료를 배급받을 수 있었다.

## 같이 보기
- 배급 (물자)